# Clémentine Dusabejambo
Marie Clémentine Dusabejambo es una cineasta ruandesa. 

## Biografía
Dusabejambo nació en Kigali en 1987, y se formó como ingeniera eléctrica y de telecomunicaciones.
Su cortometraje Lyiza ganó un premio bronce Tanit en el Festival de cine de Cartago 2012. A Place for Myself (2016), es un cortometraje acerca de una joven ruandesa con albinismo, que lucha con la discriminación y estigma en la primaria. Dusabejambo se interesó en el tema después de escuchar informes noticiosos sobre los asesinatos de personas con albinismo en Tanzania en 2007-2008. La película se estrenó en el Goethe-Institut de Kigali, y se mostró en el Festival de Cine Negro de Toronto 2017. Ganó tres premios, incluido el premio Ousmane Sembene, en el Festival Internacional de Cine de Zanzíbar (ZIFF), y ganó un premio de bronce Tanit en el Festival de Cine de Cartago 2016. También fue nominado como Mejor Cortometraje en los Premios de la Academia del Cine Africano 2017, y ganó el Premio Thomas Sankara en el  FESPACO 2017.
Icyasha (2018) se centra en un niño de 12 años que quiere unirse al equipo de fútbol del barrio pero que es acosado por ser afeminado. Fue nominado a Mejor Cortometraje en ZIFF 2018, en la categoría de cortometrajes en el Carthage Film Festival, y Mejor Cortometraje en los Premios de la Academia del Cine Africano 2019. Ganó el Zébu de Oro al Cortometraje Panafricano en Rencontres du Film Court Madagascar 2019.